# 플로이드 메이웨더 주니어
플로이드 메이웨더 주니어(Floyd Mayweather, Jr., 1977년 2월 24일 ~ )는 미국의 권투 선수이다. 그의 신장은 173cm이고, 리치는 183cm이며 역대 전적은 50전 50승(27KO)이다.

## 생애
미국 미시간주에서 태어난 그는 1996년 애틀란타 올림픽 페더급에서 동메달을 땄다. 아마추어 전적은 50전 50승 1996년 10월 11일 2회 KO승을 거두며 프로 무대에 데뷔했다. 1998년 10월 3일 8회 TKO승을 거두고, 세계복싱평의회 슈퍼페더급 챔피언이 됐다. 2002년 4월 20일 3-0 판정승으로 세계복싱평의회 라이트급 챔피언이 됐다. 2005년 6월 25일 6회 TKO승을 거두고 세계복싱평의회 슈퍼라이트급 챔피언이 됐다. 이 타이틀은 방어전을 치르지 않고 반납했다. 2006년 4월 8일  전승 5체급 챔피언은 사상 처음이었다. 2008년 3월 30일에는 프로레슬러와 대결하기도 했다. 2008년 6월 6일 은퇴를 표명하고, 세계복싱평의회 웰터급 타이틀을 반납했다.  실제로는 메이웨더의 훈련중 부상 탓에 2009년 9월 19일에 경기가 열렸다. 메이웨더는 이 경기에서 3-0 판정승을 거뒀다. 2011년 9월 17일 4회 KO승을 거두고 세계복싱평의회 웰터급 챔피언에 복귀했다. 2012년 5월 5일 3-0 판정승을 거두고 세계복싱평의회 슈퍼웰터급 타이틀을 획득했다. 2014년 5월 3일 2-0 판정승을 거두고 세계복싱협회와 세계복싱평의회 웰터급 통합챔피언에 올랐다. 2014년 9월 13일 통합 타이틀 1차 방어에 성공했다.
세기의 대결로 기대를 모았던 2015년 5월 3일 메이웨더:파퀴아오 - 웰터급 통합 타이틀전에 수준 높은 방어를 선보이며 심판 만장일치로 3:0 판정승을 기록하였다. 이경기로 메이웨더는 프로 통산전적 48승(26KO)무패의 위업을 달성하며 웰터급 최강자의 자리에 올랐다.
2017년 종합격투기 2체급을 석권한 현 라이트급 UFC 챔피언인 코너 맥그리거와의 복싱 경기가 성사되어 8월 26일 경기를 치뤘으며, 10라운드 TKO승을 거뒀다. 이 경기로 인해 50승 0패라는 기록을 세웠다.

## 기타
- 경제지 포브스가 발표하는 세계 스포츠 부자 순위에서 2012년과 2014년과 2015년과 2018년 1위에 올랐다. 49전 49승이었던 메이웨더는 코너 맥그리거와의 약 30분 복싱 경기로 50전 50승이 되었고, 메시와 호날두 합친 연봉도 추월하였다.
- 코너 맥그리거와의 단 한 복싱 경기로 메시와 호날두 합친 연봉도 추월하였다. (2018년 경제조사지 포브스 순위 : 1위 메이웨더 2억 8천 5백만달러, 2위 메시 1억 1천 1백만달러, 3위 호날두 1억 8백만달러 - 자료조사 : The World's Highest Paid Athletes In 2018 - Accroding To Frobes)
- 2010~2019. 2010년대 전 세계 모든 스포츠 모든 운동선수를 통틀어서 수입 1위의 운동선수이다. (1위 메이웨더(복싱) 2위 크리스티아누 호날두(축구) 3위 리오넬 메시(축구) 4위 르브론 제임스(농구) 5위 로저 페더러(테니스) - The World's Highest Paid Athletes Of The Decade - According To Frobes)